# Love (canción de Lana Del Rey)

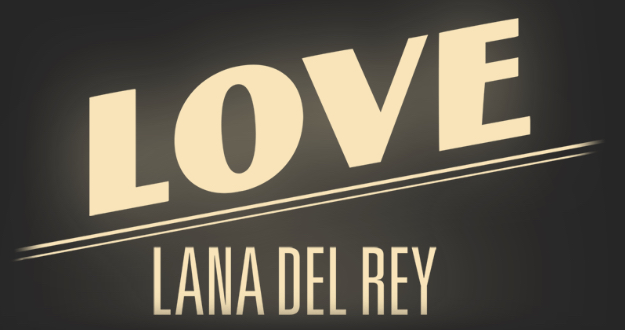
Logo de "Love" de Lana del Rey

«Love» es una canción grabada por la cantante y compositora estadounidense Lana Del Rey para su quinto álbum de estudio, Lust for Life (2017). La canción fue compuesta por la artista junto con la colaboración de Emile Haynie, Rick Nowels y Benny Blanco. La producción estuvo a cargo de Del Rey, Haynie, Nowels, Blanco y Kieron Menzies. Lanzada en plataformas de streaming el 18 de febrero de 2017, la canción también estuvo disponible para su compra en iTunes Store, sirviendo como el primer sencillo del álbum. El lanzamiento de la canción se adelantó debido a una filtración ilegal ocurrida horas antes. «Love» es una canción que deriva del ambiente y el glam-pop.

## Título, lanzamiento y portada
El 17 de febrero de 2017, se exhibieron carteles en Los Ángeles con fotografías de Lana Del Rey. Las imágenes mostraban a la cantante con la cabeza inclinada hacia abajo, mirando «angelicalmente», según un redactor de la revista Billboard, hacia otra imagen de ella junto a un hombre desconocido. Debajo, parcialmente superpuesta a la imagen mencionada, aparecía la palabra «love», con el nombre de la artista justo debajo. Según la agencia publicitaria responsable de la campaña, Dash Two, se instalaron treinta carteles en la ciudad. Al día siguiente, «Love» fue lanzada oficialmente e inesperadamente como el primer sencillo del quinto álbum de estudio de Lana Del Rey, Lust for Life. Sin embargo, la pista había sido publicada ilegalmente en línea antes de su lanzamiento oficial en las plataformas de streaming y en iTunes Store, lo que llevó a la discográfica a ponerla a disposición para su comercialización horas más tarde, ese mismo día. El audio oficial de la canción fue publicado en el perfil de Lana Del Rey en YouTube el mismo día. Al parecer, la obra iba a llamarse «Young & In Love», ya que la cantante había registrado una canción con ese título en una plataforma de compositores el mes anterior. Además, la letra de «Love» contiene líneas con las palabras «young and in love».
La portada del sencillo es muy similar a la de los carteles, mostrando a la artista nuevamente con la cabeza inclinada hacia abajo. La palabra «love» ocupa el centro de la fotografía y el seudónimo de la artista se encuentra justo debajo. A la izquierda, se ve una imagen de Del Rey de perfil con un micrófono frente a ella.

## Vídeo musical
El vídeo musical de la canción fue dirigido por Rich Lee. Esta información se divulgó mediante los carteles esparcidos por Los Ángeles, mencionados anteriormente, donde se mostraba la siguiente frase: «Directed by Rich Lee». La grabación se publicó en el perfil de Lana Del Rey en la plataforma de videos Vevo el 20 de febrero de 2017 y registró tres millones de visualizaciones en menos de 24 horas.

## Pistas y formatos
Hasta el momento, la canción ha estado disponible únicamente en formatos de streaming y descarga digital, ambos conteniendo solo la grabación original.
| Descarga digital |        |          |  |
| N.º              | Título | Duración |  |
| 1.               | «Love» | 4:39     |  |

| 10" vinyl – «Love» / «Lust for Life» LP |                                               |          |  |
| N.º                                     | Título                                        | Duración |  |
| 1.                                      | «Love»                                        | 4:32     |  |
| 2.                                      | «Lust for Life» (colaboración con The Weeknd) | 4:24     |  |

## Créditos
Profesionales involucrados en la elaboración de «Love», según el sitio Tidal:
- Lana Del Rey: voz principal, composición, producción;
- Rick Nowels: composición, producción, teclados, bajo eléctrico, vibráfono;
- Emile Haynie: composición, producción, mezcla, sintetizadores, batería;
- Benny Blanco: composición, producción, teclados, batería, mezcla;
- Kieron Menzies: producción, masterización, mezcla;
- Mike Bozzi: ingeniería de masterización;
- Dean Reid: guitarra eléctrica, ingeniería de masterización.

## Gráficos
| Listas (2017–2018)                                      | Mejor posición |
| ------------------------------------------------------- | -------------- |
| Alemania (Media Control Charts)                         | 68             |
| Australia (ARIA Charts)                                 | 41             |
| Austria (Ö3 Austria top 40)                             | 43             |
| Bélgica (Bubbling Under)                                | 11             |
| Bélgica (Bubbling Under)                                | 10             |
| Canadá (Canadian Hot 100)                               | 48             |
| Escocia (Scottish Singles Charts)                       | 16             |
| España (Productores de Música de España)                | 5              |
| Estados Unidos (Billboard Hot 100)                      | 44             |
| Finlandia (IFPI Finlandia)                              | 7              |
| Francia (Syndicat National de l'Édition Phonographique) | 12             |
| Hungría (Magyar Hanglemezkiadók Szövetsége)             | 4              |
| Irlanda (Irish Singles Chart)                           | 35             |
| Italia (Federazione Industria Musicale Italiana)        | 53             |
| Nueva Zelanda (New Zealand Heatseekers Music Chart)     | 3              |
| Portugal (Associação Fonográfica Portuguesa)            | 47             |
| Reino Unido (UK Singles Chart)                          | 41             |
| República Checa (Czech Airplay Chart)                   | 25             |
| Suecia (Grammofon Leverantörernas Förening)             | 56             |
| Suiza (Schweizer Singles Chart)                         | 27             |

## Historial de lanzamientos
| País                  | Fecha                 | Formato           | Discográfica    |
| --------------------- | --------------------- | ----------------- | --------------- |
| Alemania              | 18 de febrero de 2017 | Descarga digital  | Vertigo/Capitol |
| Argentina             | 18 de febrero de 2017 | Descarga digital  | Interscope      |
| Australia             | 18 de febrero de 2017 | Descarga digital  | Interscope      |
| Canadá                | 18 de febrero de 2017 | Descarga digital  | Interscope      |
| Brasil                | 18 de febrero de 2017 | Descarga digital  | Interscope      |
| Estados Unidos        | 18 de febrero de 2017 | Descarga digital  | Interscope      |
| Países Bajos          | 18 de febrero de 2017 | Radio mainstream  | Interscope      |
| Portugal              | 18 de febrero de 2017 | Descarga digital  | Polydor         |
| Reino Unido           | 18 de febrero de 2017 | Descarga digital  | Polydor         |
| 24 de febrero de 2017 | Radio mainstream      |                   | Polydor         |
| 24 de febrero de 2017 | Radio mainstream      | Italia            | Universal       |
| Estados Unidos        | 28 de marzo de 2017   | Radio alternativo | Interscope      |